# 东京城

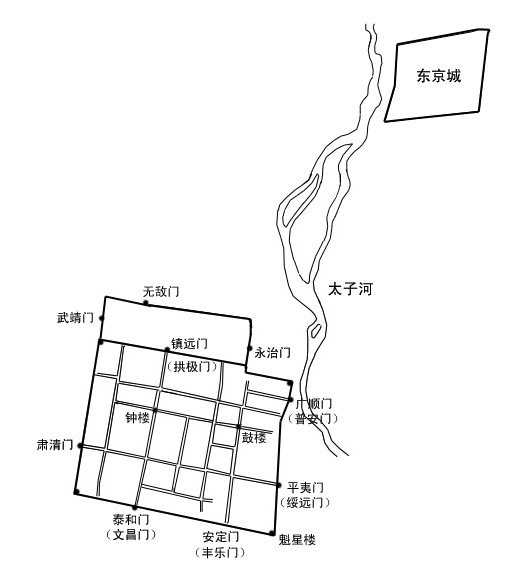
后金东京城与辽阳旧城

东京城（转写：dergi hecen）是1622年至1625年间后金的都城。东京城位于明朝辽阳城东，今辽宁省辽阳市文圣区东京陵街道新城村。是辽宁省国家级重点文物保护单位。1988年该城以东京城城址的名称列入第四批辽宁省文物保护单位。2013年，中国国务院将之列入第七批全国重点文物保护单位（古遗址）。

## 历史
1621年三月，后金汗努尔哈赤攻克明辽阳城。次年二月，将都城从萨尔浒迁往辽阳。但因旧辽阳城面积过大，年久倾塌，防守不易，再加上城中汉人多有反抗，因此决定在城东太子河对岸另建新城。建于1622年（后金天命七年）六月，次年七月完工，起名为东京城。
东京城位于辽阳城东五里，太子河东岸，一面临河，两面临山，城内地势自南向北升高。东京城平面为菱形，周长六里另十步（3814米），南墙长925米，北墙长970米，东墙长924米，西墙长945米。城墙高三丈五尺，底部为石砌基座，上为夯土墙，外包青砖。夯土层内有碎石、石碾、磨盘、碑碣等石料。城有八门，东面北侧为内治门，南为抚近门；南面东为德盛门、西为天佑门；西面南为怀远门，北为外攘门；北面西为地载门，东为福胜门。城门有瓮城，外有护城河。
东京城内有两处汗王宫殿。理政用的“大衙门”位置在西南角高岗上，正对天佑门。宫内有八角殿。寝宫在八角殿以西100米的另一处院落内，坐落在人工夯成的正方形高台上，台高7米，边长16米。推测其平面结构与现沈阳故宫中路内廷地区相仿。
1625年三月，努尔哈赤在东京城八角殿中宣布迁都沈阳，四天后即完成迁都。为了营建沈阳宫殿、修葺沈阳城池，将东京城的宫殿、衙署、城楼、墙砖悉数拆除，砖瓦木料运往沈阳，东京城遂化为废墟。只有天佑门基址和城墙夯土基础遗留至今。